# Ronald Nitschke

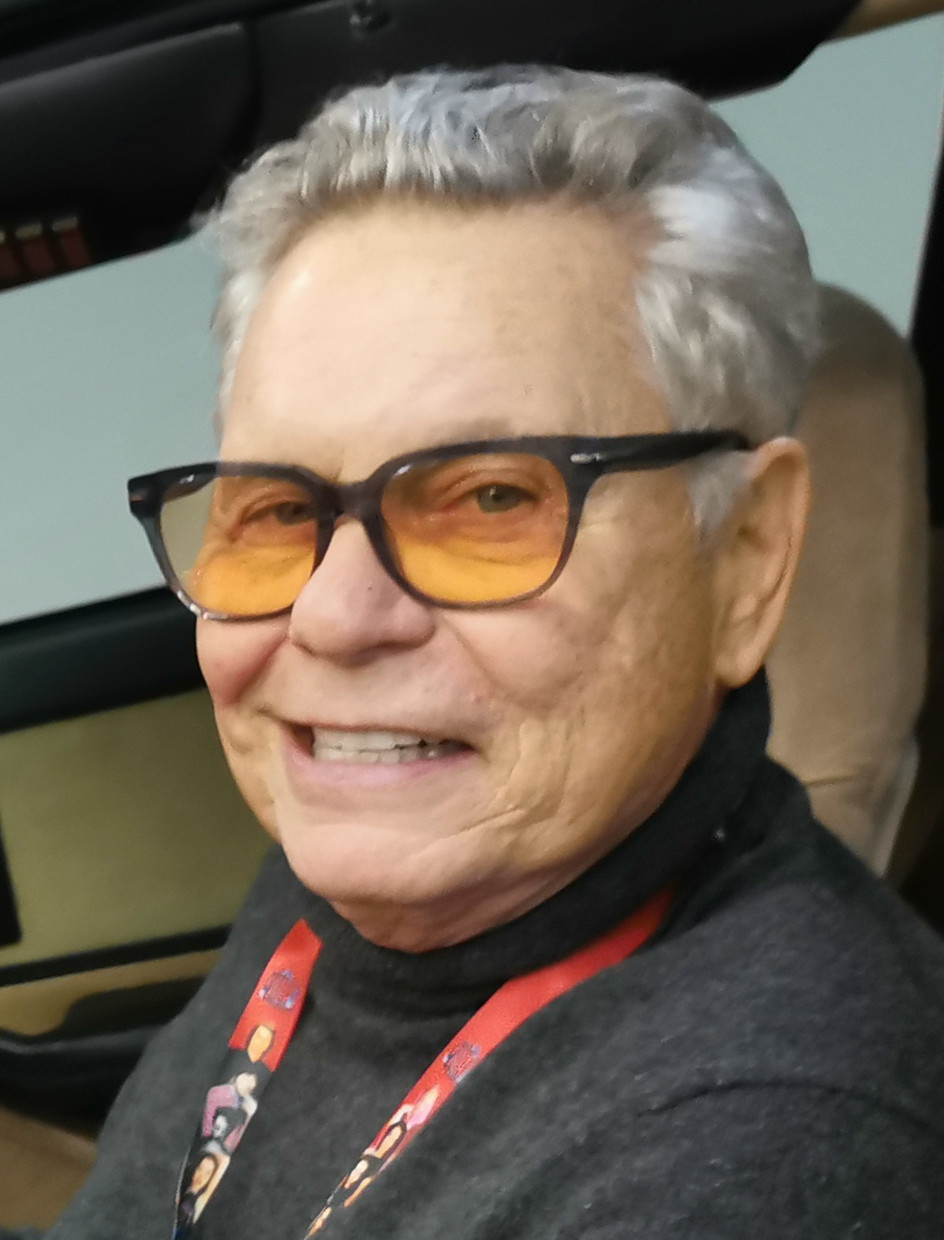
Ronald Nitschke bei der German Comic Con (2022)

Ronald Nitschke (* 10. August 1950 in West-Berlin) ist ein deutscher Synchronsprecher, Hörspielsprecher und Schauspieler, der in zahlreichen Theaterrollen und Fernsehfilmen (z. B. im Tatort, Praxis Bülowbogen, Siska und Der Clown) zu sehen ist. Nitschke ist auch in Fernsehfilmen oder Kinoproduktionen als Nebendarsteller zu sehen; des Weiteren wurde er als „texanische“ Werbefigur für den Elektromarkt MediaMarkt bekannt.

## Leben
Geboren wurde Ronald Nitschke 1950 als Sohn des deutschen Schauspielers und Synchronsprechers Hans Nitschke. Mit drei Jahren spielte Nitschke erstmals in einem Spielfilm. Seit 1960 hat er in mehr als 200 Fernsehspielen und diversen Serien mitgespielt. Von 1967 bis 1980 spielte er Theater in Berlin. International hat er in einigen US-amerikanischen Großproduktionen mitgewirkt.
Von 1979 bis 2001 arbeitete Nitschke auch als Synchronautor und Regisseur. Er schrieb für zahlreiche Kinofilme und einige Fernsehserien die deutschen Dialogbücher, unter anderem für Filme von Mel Brooks, Peter Bogdanovich, James Cameron, Francis Ford Coppola, Roger Corman, David Cronenberg, George A. Romero, Ken Russell, Martin Scorsese oder Peter Weir.
2008 arbeitete Nitschke als Schauspieler und Co-Producer mit dem vielfach preisgekrönten mexikanischen Regisseur Gabriel Retes zusammen.
Darüber hinaus leiht Nitschke als Synchronsprecher seine Stimme hauptsächlich dem Filmstar Tommy Lee Jones (Standardstimme), aber auch erstmals an Bruce Willis in der Serie Das Model und der Schnüffler und in den Filmen Der Tod steht ihr gut, Blind Date – Verabredung mit einer Unbekannten und Four Rooms sowie an weitere bekannte US-amerikanische Schauspieler. In den Filmen 2 Millionen Dollar Trinkgeld und Adaption sprach er die Rolle von Nicolas Cage.
Nitschke lebte 15 Jahre in Costa Rica. In der Zeit lernte er perfekt Spanisch und war dadurch auch in der Lage, selbst in dieser Sprache Filme zu synchronisieren.

## Filmografie (Auswahl)
- 1967: Landarzt Dr. Brock – Das Gerücht
- 1969: Josefine, das liebestolle Kätzchen
- 1969: Alma Mater (Fernsehfilm)
- 1971: Tatort – Der Boss (Folge 13)
- 1976: Schaurige Geschichten – Wer hat Angst vor Wetzenstein?
- 1974: Bismarck von hinten oder Wir schließen nie
- 1975: Unter einem Dach – Produzent sucht Nachwuchs (Fernsehserie)
- 1976: Alle Jahre wieder – Die Familie Semmeling
- 1976: Das Brot des Bäckers
- 1977: Tatort – Feuerzauber (Folge 80)
- 1978: 1982: Gutenbach
- 1978: Tatort – Sterne für den Orient (Folge 93)
- 1979: Tatort – Ein Schuß zuviel (Folge 100)
- 1979: Die Koblanks
- 1981: Sonne, Wein und harte Nüsse (Fernsehserie, Die Sache mit der klassischen Bildung)
- 1981: Sternensommer
- 1982: Die Krimistunde (Fernsehserie, Folge 3, Episode: „Verwirrung“)
- 1984: Tatort – Haie vor Helgoland (Folge 157)
- 1985: Gotcha! – Ein irrer Trip
- 1985: Die Krimistunde (Fernsehserie, Folge 17, Episode: „Eine Faust voll Geld“)
- 1985: Ein Fall für zwei (Fernsehserie, Folge 33, Episode: „Fluchtgeld“)
- 1985: Wildgänse 2
- 1986: Die Krimistunde (Fernsehserie, Folge 20, Episode: „Freundin gesucht“)
- 1986: Ein Fall für zwei (Fernsehserie, Folge 46, Episode: „Fasolds Traum“)
- 1987: Praxis Bülowbogen (Fernsehserie, Staffel 1–3)
- 1987: Otto – Der neue Film
- 1988: Tatort – Die Brüder (Folge 204)
- 1988: Tatort – Pleitegeier (Folge 208)
- 1990: Tatort – Zeitzünder (Folge 233)
- 1992: Wie ein Licht in dunkler Nacht
- 1993: … und der Himmel steht still (The Innocent)
- 1993: In weiter Ferne, so nah!
- 1994: Ihre Exzellenz, die Botschafterin (Fernsehserie)
- 1995: Trinity und Babyface (Trinità & Bambino… e adesso tocca di noi)
- 1996: Alarmcode 112 (Fernsehserie)
- 1997: Alarm für Cobra 11 – Leichenwagen
- 1997: Derrick – Gegenüberstellung (Folge 268)
- 1997: Tatort – Inflagranti (Folge 376)
- 1999: Tatort – Der Heckenschütze (Folge 405)
- 1999: Lea Katz – Die Kriminalpsychologin: Einer von uns
- 2000: Der Clown – Kölsch Connection
- 2002: Der Wannsee-Mörder
- 2003: Alarm für Cobra 11 – Countdown
- 2004: Stauffenberg
- 2004: Tatort – Eine ehrliche Haut (Folge 554)
- 2005: Herzlichen Glückwunsch
- 2007: Kein Bund für’s Leben
- 2010: Not worth a Bullet (Kurzfilm)
- 2011: Quirk of Fate – Eine Laune des Schicksals (Kurzfilm)
- 2011: Gefangen (SOKO Leipzig)
- 2012: Im Brautkleid meiner Schwester
- 2014: Gefällt Mir
- 2014: Tatort – Kaltstart (Folge 909)
- 2015: Kartoffelsalat – Nicht fragen!
- 2016: Strawberry Bubblegums
- 2021: Herr und Frau Bulle: Alles auf Tod

## Synchronrollen (Auswahl)
Tommy Lee Jones
- 1992: Alarmstufe: Rot als William Stranix
- 1993: Auf der Flucht als Marshal Samuel Gerard
- 1993: Das Kartenhaus als Jake Beerlander
- 1993: Zwischen Himmel und Hölle als Steve Butler
- 1994: Explosiv – Blown Away als Ryan Gaerity
- 1994: Homerun als Ty Cobb
- 1994: Der Klient als „Reverend“ Roy Foltrigg
- 1994: Natural Born Killers als Warden Dwight McClusky
- 1997: Men in Black als Agent Kay / Kevin Brown
- 1997: Volcano als Mike Roark
- 1998: Auf der Jagd als Chief Deputy Marshal Samuel Gerard
- 1999: Doppelmord als Travis Lehman
- 2000: Rules – Sekunden der Entscheidung als Col. Hayes „Hodge“ Hodges
- 2000: Space Cowboys als Hawk Hawkins
- 2002: Natural Born Killers (Director’s Cut) als Warden Dwight McClusky
- 2002: Men in Black II als Agent Kay / Kevin Brown
- 2003: The Missing als Samuel Jones
- 2003: Die Stunde des Jägers als L.T. Bonham
- 2005: Three Burials – Die drei Begräbnisse des Melquiades Estrada als Pete Perkins
- 2007: No Country for Old Men als Ed Tom Bell
- 2009: Mord in Louisiana als Dave Robicheaux
- 2010: Company Men als Gene McClary
- 2011: Captain America: The First Avenger als Colonel Chester Phillips
- 2012: Emperor – Kampf um den Frieden als General Douglas MacArthur
- 2012: Men in Black 3 als Agent Kay / Kevin Brown
- 2012: Wie beim ersten Mal als Arnold
- 2013: The Sunset Limited – Eine Frage des Glaubens als White
- 2014: The Homesman als George Briggs
- 2016: Jason Bourne als CIA–Direktor Robert Dewey
- 2016: Das Jerico Projekt als Dr. Franks
- 2016: Mechanic: Resurrection als Max Adams
- 2019: Ad Astra – Zu den Sternen als Clifford McBride
- 2020: Kings of Hollywood als Duke Montana

Michael Winslow
- 1984: Alphabet City als Lippy
- 1985: Police Academy 2 – Jetzt geht’s erst richtig los als Officer Larvell Jones
- 1989: Highway Chaoten als Hap
- 2016: 2 Lava 2 Lantula! als Marty

Nicolas Cage
- 1994: 2 Millionen Dollar Trinkgeld als Charlie Lang
- 1994: Tess und ihr Bodyguard als Doug Chesnic
- 2002: Adaption. als Charlie / Donald Kaufman
- 2003: Tricks als Roy Waller

Bill Paxton
- 1985: L.I.S.A. – Der helle Wahnsinn als Chet Donnelly
- 1994: The James Gang als Frank James
- 1995: Apollo 13 als Fred Haise

Bruce Willis
- 1987: Blind Date – Verabredung mit einer Unbekannten als Walter Davis
- 1990–1991: Das Model und der Schnüffler als David Addison
- 1992: Der Tod steht ihr gut als Dr. Ernest Menville

Lorenzo Lamas
- 1989: Snake Eater als Jack Kelly / SnakeEater
- 1989: Snake Eater’s Revenge als Jack Kelly / SnakeEater
- 1992: Snake Eater 3 als Jack Kelly / SnakeEater

Jonathan Sagall
- 1981: Eis am Stiel 3 – Liebeleien als Bobby
- 1985: Eis am Stiel 6 – Ferienliebe als Bobby

Coluche
- 1982: Die Verrücktesten 90 Minuten vor Christi Geburt als Ben–Hur Marcel
- 1983: Ticket ins Chaos als Michel

Matt Dillon
- 1983: Die Outsider als Dallas „Dally“ Winston
- 1983: Rumble Fish als Rusty James

Huub Stapel
- 1986: Flodder – Eine Familie zum Knutschen als Johnny Flodder
- 1992: Flodder – Eine Familie zum Knutschen in Manhattan als Johnny Flodder

Robert Patrick
- 1991: Terminator 2 – Tag der Abrechnung als T1000
- 2021: Ted Bundy: No Man Of God als Roger Depue
- 2023: The Night Agent als Deputy Director Hawkins

Samuel L. Jackson
- 1993: True Romance als Big Don
- 1993: Jurassic Park als Ray Arnold

Daniel Baldwin
- 1993: Angriff der 20–Meter–Frau als Harry Archer
- 1998: Tödlicher Verrat als Tom Neufield

Danny Trejo
- 2011: Poolboy: Drowning Out the Fury als Caesar
- 2011: Recoil als Drayke Salgado

Richard Brake
- 2013: Numbers Station als Max
- 2020: The Mandalorian als Valin Hess

John Travolta
- 2015: Der Sturm – Life on the Line als Beau
- 2016: Rage – Tage der Vergeltung als Stanley

Harry J. Lennix
- 2016: Batman v Superman: Dawn of Justice als Calvin Swanwick
- 2021: Zack Snyder’s Justice League als Calvin Swanwick / Martian Manhunter

### Filme
- 1979: Art Hindle in Die Brut als Frank Carveth
- 1979: Dorsey Wright in Die Warriors als Cleon
- 1984: Frank Koppala in Hot Dog – Der Typ mit dem heißen Ski als Squirrel Murphy
- 1984: David Caruso in Nachts werden Träume wahr als Buddy Calamara
- 1984: Bruce Davison in China Blue bei Tag und Nacht als Donny Hopper
- 1984: Jacques Villeret in Die Glorreichen als Béral
- 1985: Tommy Swerdlow in Was für ein Genie als Bodie
- 1997: John Savage in Hollywood Safari als Deputy Rogers
- 2002: Willem Dafoe in Auto Focus als John Carpenter
- 2012: Tom Wopat in Django Unchained als U.S. Marshal Gill Tatum
- 2013: Michael Bowen in Self Medicated als Dan Jones
- 2013: Ben Cross in Jack the Giant Killer als Agent Hinton
- 2013: Demián Bichir in Taffe Mädels als Hale
- 2014: Bryan Brown in Kill Me Three Times – Man stirbt nur dreimal als Bruce Jones
- 2014: James Caan in A Fighting Man als Brother Albright
- 2014: Kelsey Grammer in Transformers: Ära des Untergangs als Harold Attinger
- 2015: Bradley Whitford in I Saw the Light als Fred Rose
- 2020: Wes Studi in Soul als Fachberater Jerry

### Serien
- 1985: Brant von Hoffman in Trio mit vier Fäusten als Dell Turner
- 1985: Sam J. Jones in Trio mit vier Fäusten als Rick Beeber
- 2012–2014: A Martinez in Longmire als Jacob Nighthorse
- 2012–2013: Michael Bowen in Breaking Bad als Jack Welker
- 2013–2014: Gregg Henry in The Killing als Carl Reddick
- 2013–2014: Beau Bridges in The Millers als Tom Miller
- 2014–2018: Russell Hodgkinson in Z Nation als „Doc“ (Steven Beck)
- 2015–2016: Scott McNeil in Ninjago als Clouse
- 2015–2017: Cliff Curtis in Fear the Walking Dead als Travis Manawa
- 2015–2017: Pedro Pascal in Narcos als Javier Peña
- 2016–2019: Alan van Sprang in Shadowhunters als Valentine Morgenstern
- 2017–2021: Paco Tous in Haus des Geldes als Agustín Ramos alias Moskau
- 2018–2025: Martin Kove in Cobra Kai als John Kreese
- 2023: Mark Rolston in Ahsoka als Captain Hayle
- 2025: Navy CIS für John Getz als "Thomas Butler"

### Computerspiele
- 1998: Eddie in N.I.C.E. 2
- 2012: Buck Hughes in Far Cry 3
- 2013: Emil Gebhardt in The Raven: Vermächtnis eines Meisterdiebs
- 2014: Police Officer Baxter in Murdered: Soul Suspect
- 2021: Giancarlo Esposito in Far Cry 6

## Hörspiele (Auswahl)
- 2015: Baymax – Riesiges Robowabohu: Das Original-Hörspiel zum Film, Walt Disney Records, DNB 1067079335.
- 2017: Monster 1983, Lübbe Audio & Audible (Hörspielserie, 3. Staffel), als General Decker
- 2020: Nach dem Tod – Die komplette 1. Staffel (Audible-Hörspiel)

## Auszeichnungen
- 2010: Los Angeles Movie Awards in der Kategorie Bester Schauspieler für „Not Worth a Bullet“
- 2010: Los Angeles Reel Film Festival in der Kategorie Bester Schauspieler für „Not Worth a Bullet“